# Зафир Джумайлиев
Зафир Манолов Джумайлиев е български революционер, деец на Върховния македоно-одрински комитет.

## Биография
Роден е в 1874 година в разложкото градче Мехомия, тогава в Османската империя. Участва в национално-освободителното движение на българите в Македония. В 1903 година е на гурбет в Румъния. Когато научава за готвенето въстание, заминава за София с други българи и Петър Каназирев ги отвежда на Рибните гьолове, откъдето под командването на полковник Анастас Янков заминават за Разложко. Четата се притичва на помощ на банския войвода Радон Тодев, който води ожесточено сражение с редовна войска над село Белица. Четата на полковник Янков влиза в сражението и дава много убити. След това влиза в Белица и опожарява турската махала. При настъплението на многобройна турска войска от Мехомия и Горна Джумая четата се оттегля в Свободна България.
На 10 април 1943 година, като жител на Разлог, подава молба за българска народна пенсия. Молбата е одобрена и пенсията е отпусната от Министерския съвет на Царство България.